# Генералштаб Војске Југославије
Генералштаб Војске Југославије (ГШ ВЈ) је био највиши стручни и штабни орган за припрему и употребу Војске Југославије у миру и рату.

## Организација[2]
- Начелник Генералштаба Војске Југославије
  -     - Кабинет НГШ
    - Заменик НГШ
    - Сектор за КоВ
    - Сектор за РВ и ПВО
    - Сектор за Ратну морнарицу
    - Сектор за ВИ и ЕД
    - Сектор за ПМ и СП
    - Сектор за логистику
    - Оперативна управа
    - Управа за школовање и обуку
    - Обавештајна управа
    - Управа безбедности
    - Управа за морал

Под директном командом Генералштаба ВЈ били су Гардијска бригада, Војна академија и Војномедицинска академија.